# Grzegorz Sitarski
Grzegorz Aleksander Sitarski, né le 12 février 1932 et mort le 20 février 2015, est un astronome et professeur docteur habilité polonais, professeur au Centre de recherches spatiales de l'Académie polonaise des sciences.

## Biographie
Grzegorz Aleksander Sitarski est le fils de Mieczysław (pl) et Jadwiga, professeurs à Nadarzyn.
En 1957, il est diplômé en astronomie de l'Université de Varsovie. Pendant de nombreuses années, il a été chercheur à l'Observatoire astronomique de l'Université de Varsovie et à la Faculté de physique de l'Université de Białystok (pl),. Il s'intéressait principalement à l'astrophysique et à la mécanique céleste. Il s'intéressait à la prise en compte des effets non gravitationnels sur les orbites des comètes et des astéroïdes. Entre autres, il a réussi à relier les observations des astéroïdes (1862) Apollon et (2101) Adonis réalisées dans les années 1930 et 1970. Il a également étudié les orbites des comètes à apparition unique.
Dans les années 1979-1982, il fut président de la Commission 20 de l'Union astronomique internationale. Il a encadré 4 thèses de doctorat.
Dans les années 1998-2005, il a également travaillé à l'Université de Białystok.
L'astéroïde (2042) Sitarski porte son nom.
Il était le mari d'Anna Sitarska (en).